# 謝依旻
謝依旻（1989年11月16日—），生於台灣苗栗縣苗栗市，為台灣客家人，職業棋士，隸屬日本棋院，現為七段，職業生涯至今已累計獲得27次頭銜，為日本職業圍棋界中獲得最多次頭銜的女子棋士。
自2007年起至2010年，先後取得「女流本因坊戰」、「女流名人戰」、「女流棋聖戰」之頭銜，並在2010年、2011年、2015年同時握有女流三冠，為日本女子圍棋界第一位同時擁有此三項女子頭銜並且還能衛冕的棋士。2016年取得扇興盃女流圍棋最強戰頭銜，是日本職業圍棋中，首位獲得全部五項頭銜的人。
在2011年起至2017年期間，先後達成「女流本因坊」、「女流名人」、「女流棋聖」的五連霸，進一步取得「名譽女流本因坊」、「名譽女流名人」和「名譽女流棋聖」三項名譽頭銜資格（此三名譽頭銜需等年滿60歲或退休後才可使用）。

## 簡歷
五歲時跟著家人進入圍棋教室開始學圍棋，並獲得台灣木棉盃圍棋賽甲組冠軍，同時成為業餘初段。七歲代表台灣至韓國參加四都市對抗少年少女圍棋團體賽，獲得三戰全勝之成績。八歲時獲得海峰盃青少年圍棋賽冠軍。十歲在中日韓對抗賽中拿下個人全勝，擊敗所有中日韓女選手，同年也獲得台南棋王戰台灣全國成人組冠軍。十一歲時更獲得夏威夷世界少年圍棋賽第二名。
12歲時前往日本棋院當院生，並於2004年參加日本棋院冬季棋士採用試驗，最終以十三勝四敗、第二名成績入段，14歲4個月的年紀在當時創下當時日本女流棋士最年輕入段紀錄。
2006年在第八期女流最強戰的決賽中擊敗小西和子八段，獲得「女流最強位」頭銜，以17歲又一個月之齡得到職業生涯第一個頭銜，創下日本女流棋士最年少初次奪得頭銜的紀錄。2007年取得女流本因坊戰頭銜，成為第一個贏得這項頭銜的非日本籍棋士，也是女流本因坊戰史上最年輕頭銜得主。2008年再取得女流名人戰冠軍，不但成為女流名人戰史上最年輕頭銜得主，也是繼小林泉美之後，史上第二位同時擁有「女流本因坊」和「女流名人」頭銜的女棋士。
2010年以二連勝擊敗梅澤由香里五段，獲得女流棋聖頭銜，成為「史上第二位先後獲取三女流頭銜」（女流本因坊、女流名人、女流棋聖）、「史上第一位同時擁有三女流頭銜」，以及先後獲取女流四大賽（女流本因坊戰、女流名人戰、女流棋聖戰、女流最強戰）全部頭銜（女流最強戰已於2008年賽畢後停辦）。
2011年2月衛冕女流棋聖頭銜後，為生涯累積取得的第十個頭銜，成為日本取得生涯累計十頭銜的女子棋士中最年輕者。一個月後，再次衛冕女流名人頭銜，取得生涯第11個頭銜，開始成為日本女流職業棋士史上取得頭銜次數最多者。
2011年底至2012年3月期間，先後完成女流本因坊五連霸及女流名人五連霸，2017年2月再完成女流棋聖五連霸，因此分別獲得「名譽女流本因坊」、「名譽女流名人」和「名譽女流棋聖」三項頭銜資格；為日本圍棋史上最初得到這名譽頭銜資格的女子棋士。
2023年9月28日，於女流名人賽對戰本田真理子獲勝，達成生涯500勝。為第六位取得500勝的女子棋手，距入段為19年5個月，為女子棋手史上最速記錄。達成記錄時為33歲10個月，為史上最年輕女子棋手。
升段過程
- 2002年：日本棋院 院生
- 2004年：日本棋院 初段
- 2005年：日本棋院 二段
- 2006年：日本棋院 三段
- 2008年：日本棋院 四段
- 2010年：日本棋院 五段
- 2012年：日本棋院 六段
- 2021年：日本棋院 七段 8月19日 （因獲得120勝）

## 出賽紀錄
2006年
- 11月5日：在第一回「廣島製鋁杯若鯉戰」的非公式戰決賽中，擊敗李沂修二段奪冠（獎金200萬日圓）。
- 12月25日：在第八期女流最強戰的決賽一番勝負中擊敗小西和子八段得到優勝（獎金450萬日圓），初次獲得「女流最強位」頭銜，以17歲又一個月之齡得到職業生涯第一個頭銜，創下日本女流棋士最年少初次奪得頭銜的紀錄（後被藤澤里菜打破）。

2007年
- 4月1日：以女流最強位頭銜資格初次參加NHK盃，在第55期NHK杯電視圍棋戰出戰林子淵七段，持白子贏十目半。
- 10月17日：3-0擊敗矢代久美子六段，初次獲得「女流本因坊」頭銜（獎金580萬日圓），成為第一個贏得這項榮譽的非日籍棋士，也是女流本因坊戰史上最年輕女棋士。

2008年
- 2月20日：2-0擊敗加藤啟子五段，初次獲得「女流名人」頭銜（獎金500萬日圓），不但成為女流名人戰史上最年輕女棋士，也是繼小林泉美之後史上第二位同時擁有「女流本因坊」和「女流名人」頭銜的女棋手。
- 11月5日：衛冕女流本因坊頭銜（二連霸）。

2009年
- 4月1日：2-1擊敗知念薰四段衛冕女流名人頭銜（二連霸）。
- 10月29日：3-1擊敗青木喜久代八段，衛冕女流本因坊頭銜（三連霸）。
- 11月23日：接受安排，與業餘的日本執政黨民主黨幹事長小澤一郎對弈，讓三子，兩人纏鬥了兩個半小時，小澤在尾盤出了小差錯，最後謝依旻勝四目。

2010年
- 1月28日：2-0擊敗梅澤由香里五段，初次獲得「女流棋聖」頭銜（獎金500萬日圓），成為日本女流頭銜戰「史上第二位先後獲取三頭銜」（女流本因坊、女流名人、女流棋聖）、「史上第一位同時擁有三頭銜」，以及先後獲取四大賽（女流本因坊戰、女流名人戰、女流棋聖戰、女流最強戰）全部頭銜（女流最強戰已於2008年賽畢後停辦），第一次稱霸日本女流圍棋界。
- 3月10日：2-0擊敗向井千瑛四段，衛冕女流名人頭銜（三連霸）。
- 10月20日：3-0擊敗向井千瑛四段，衛冕女流本因坊頭銜（四連霸）。
- 11月26日：第16屆亞運圍棋女子團體銅牌（隊友為黑嘉嘉二段、張正平二段）。

2011年
- 2月1日：2-0擊敗梅澤由香里五段，衛冕女流棋聖頭銜（二連霸），為生涯第十個頭銜。
- 3月25日：2-1擊敗向井千瑛四段，衛冕女流名人頭銜（四連霸），謝依旻成為史上最多頭銜的女棋士。
- 10月24日：3-1擊敗向井千瑛四段，衛冕女流本因坊頭銜（五連霸），獲得「名譽女流本因坊」資格，並以此殊榮於隔年獲得棋道賞的「特別賞」。

2012年
- 2月16日：1-2遭青木喜久代八段逆轉，女流棋聖頭銜衛冕失敗，第一次稱霸結束，至今仍是日本女流圍棋界在單頭銜時期以外最長的頭銜獨攬期（749天）。
- 3月14日：2-0擊敗向井千瑛五段，衛冕女流名人頭銜（五連霸），獲得「名譽女流名人」資格。
- 10月16日：3-0擊敗奧田彩三段，衛冕女流本因坊頭銜（六連霸）。

2013年
- 1月28日：2-0擊敗青木喜久代八段，奪回女流棋聖頭銜，展開第二次稱霸。
- 3月13日：2-0擊敗奧田彩三段，衛冕女流名人頭銜（六連霸），並超越青木喜久代八段，成為史上擁有女流名人頭銜最多者。
- 11月27日，2-3遭向井千瑛擊敗，女流本因坊衛冕失敗，第二次稱霸結束。

2014年
- 1月30日：2-0擊敗青木喜久代八段，衛冕女流棋聖頭銜（二連霸）。
- 3月24日，2-1擊敗加藤啟子六段，衛冕女流名人頭銜（三連霸）。

2015年
- 1月29日：2-0擊敗小西和子八段，衛冕女流棋聖頭銜（三連霸）。
- 3月11日，2-0擊敗鈴木步六段，衛冕女流名人頭銜（八連霸）。
- 11月27日，以先輸兩盤再連勝三盤，3-2大逆轉藤澤里菜三段，奪回女流本因坊頭銜，展開第三次稱霸，這也是該賽事實施決賽五番勝負以來第一次大逆轉。

2016年
- 2月1日，2-0擊敗吉原由香里六段，衛冕女流棋聖頭銜（四連霸）。
- 3月16日，2-1擊敗青木喜久代八段，衛冕女流名人頭銜（九連霸）。
- 6月18日，擊敗青木喜久代八段，取得第三屆會津中央醫院杯優勝，成為日本史上第一位同時擁有四個頭銜的女棋士，獨攬女流四冠（當時扇興杯第一屆舉辦中尚無冠軍，謝已進入準決賽）。
- 7月17日，擊敗向井千瑛五段，取得第一屆扇興杯女流最強戰優勝，成為日本史上第一位同時擁有五個頭銜的女棋士，獨攬女流五冠。
- 10月24日，1-3遭藤澤里菜擊敗，女流本因坊衛冕失敗，第三次稱霸結束。

2017年
- 2月6日，2-1擊敗牛榮子初段，衛冕女流棋聖頭銜（五連霸），獲得「名譽女流棋聖」資格。
- 3月8日，0-2遭藤澤里菜擊敗，女流名人衛冕失敗。
- 11月29日：3-2擊敗藤澤里菜，奪回女流本因坊頭銜。

2018年
- 1月29日，0-2遭上野愛咲美擊敗，女流棋聖衛冕失敗。

2019年
- 3月22日，1-2遭藤澤里菜擊敗，女流名人挑戰失敗。

2020年
- 9月13日，遭上野愛咲美1:0擊敗，第五屆扇興杯女流最強戰奪取失敗。

## 主要成績

### 頭銜紀錄
| 頭銜             | 總計 | 年份                           | 期數               | 特殊紀錄                     |
| ---------------- | ---- | ------------------------------ | ------------------ | ---------------------------- |
| 女流最強位       | 1屆  | 2006年                         | 第8屆（已停辦）    |                              |
| 女流本因坊       | 8屆  | 2007年～2012年，2015年，2017年 | 第26～31，34，36屆 | 已取得名譽女流本因坊頭銜資格 |
| 女流名人         | 9屆  | 2008年～2016年                 | 第20～28屆         | 已取得名譽女流名人頭銜資格   |
| 女流棋聖         | 7屆  | 2010年～2011年, 2013年～2017年 | 第13～14, 16～20屆 | 已取得名譽女流棋聖頭銜資格   |
| 會津中央醫院杯   | 1屆  | 2016年                         | 第3屆              |                              |
| 扇興杯女流最強戰 | 1屆  | 2016年                         | 第1屆              |                              |

累積獲得合計27頭銜

### 國際賽成績
- 2008年：第1屆世界智力運動會圍棋比賽混合雙人賽銀牌（與周俊勳搭配）[12]
- 2010年：2010年亚洲运动会圍棋比賽女子團體賽銅牌（與黑嘉嘉、張正平、王景怡同組）

### 受獎紀錄
年份為採用成績年，實際頒獎在隔年的二月左右
- 2006年：棋道賞女流賞
- 2007年：棋道賞女流賞
- 2008年：棋道賞女流賞、棋道賞新人賞
- 2009年：棋道賞女流賞
- 2010年：棋道賞女流賞
- 2011年：棋道賞特別賞、棋道賞優秀棋士賞（第一位獲得此獎的女棋士）、棋道賞女流賞
- 2012年：棋道賞女流賞（連續第七年獲獎）
- 2015年：棋道賞女流賞
- 2016年：棋道賞女流賞

### 獎金紀錄
- 2006年：獎金排名第23位、女流第3位
- 2007年：獎金排名第14位、女流第1位
- 2008年：獎金排名第10位、女流第1位（史上第一位進入前十名的女性棋士）
- 2009年：獎金排名第9位、女流第1位
- 2010年：獎金排名第8位、女流第1位
- 2011年：獎金排名第6位、女流第1位
- 2012年：獎金排名第7位、女流第1位
- 2013年：獎金排名第6位、女流第1位（連續七年為女流棋士第一）
- 2014年：獎金排名第9位、女流第2位（僅次於藤澤里菜女流本因坊）
- 2015年：獎金排名第5位、女流第1位
- 2016年：獎金排名第5位、女流第1位（連續九年進入前十名）

## 年表
|        | 女流棋聖       | 女流名人       | 女流本因坊     | 他棋戦    | 棋道賞       | 賞金対局收入(万円) | 備考                               |
| ------ | -------------- | -------------- | -------------- | --------- | ------------ | ------------------ | ---------------------------------- |
| 1-2月  | 3月            | 10-11月        |                |           |              |                    |                                    |
| 2004年 |                |                |                |           |              |                    |                                    |
| 2005年 |                |                |                |           |              |                    |                                    |
| 2006年 |                |                |                | 若鯉 最強 | 女流         |                    |                                    |
| 2007年 |                |                | 矢代久美子 3-0 |           | 女流         | 1091 (14位)        |                                    |
| 2008年 |                | 加藤啓子 2-0   | 鈴木歩 3-1     | 大和      | 女流         | 1582 (10位)        |                                    |
| 2009年 |                | 知念かおり 2-1 | 青木喜久代 3-1 |           | 女流         | 1502 (9位)         |                                    |
| 2010年 | 梅澤由香里 2-0 | 向井千瑛 2-0   | 向井千瑛 3-0   |           | 女流         | 1882 (8位)         | 女流三冠                           |
| 2011年 | 梅澤由香里 2-0 | 向井千瑛 2-1   | 向井千瑛 3-1   | ペア      | 優 女流 特別 | 2027 (6位)         | 女流三冠 获得名誉女流本因坊资格    |
| 2012年 | 青木喜久代 1-2 | 向井千瑛 2-0   | 奥田あや 3-0   | ペア      | 女流         | 1569 (7位)         | 获得名誉女流名人资格               |
| 2013年 | 青木喜久代 2-0 | 奥田あや 2-0   | 向井千瑛 2-3   | ペア      |              | 1458 (6位)         |                                    |
| 2014年 | 青木喜久代 2-0 | 加藤啓子 2-1   |                |           |              | 1293 (9位)         |                                    |
| 2015年 | 小西和子 2-0   | 鈴木歩 2-0     | 藤澤里菜 3-2   |           | 女流         | 2109 (5位)         | 女流三冠                           |
| 2016年 | 吉原由香里 2-0 | 青木喜久代 2-1 | 藤澤里菜 1-3   | 會津 扇興 | 女流         | 2976 (5位)         |                                    |
| 2017年 | 牛榮子 2-1     | 藤澤里菜 0-2   | 藤澤里菜 3-2   |           |              |                    | 获得名誉女流棋圣资格，名誉三冠达成 |
| 2018年 | 上野愛咲美 0-2 |                | 藤澤里菜 1-3   |           |              |                    |                                    |
| 2019年 |                | 藤澤里菜 1-2   |                |           |              |                    |                                    |
| 2020年 |                |                |                |           |              |                    |                                    |
| 2021年 |                |                |                |           |              |                    |                                    |

- 套紅色為決賽勝，套藍色為決賽敗。
- 套綠色為該年度賞金居女棋士第一。

## 外部連結
- 謝依旻的X（前Twitter）
- 謝依旻的Instagram帳戶
- 謝依旻的Facebook專頁
- 謝依旻的日本棋院資料（页面存档备份，存于）（日語）
- 天下雜誌 video｜深度人物專訪 | 淬鍊-謝依旻成長紀實
  - YouTube上的第一集（繁體中文）
  - YouTube上的第二集（繁體中文）
  - YouTube上的第三集（繁體中文）
  - YouTube上的第四集]（繁體中文）